# Hemisotoma orientalis
Hemisotoma orientalis är en urinsektsart som först beskrevs av Stach 1947.  Hemisotoma orientalis ingår i släktet Hemisotoma och familjen Isotomidae. Inga underarter finns listade i Catalogue of Life.